# 李廷相
李廷相（1481年—1544年），字梦弼，號蒲汀，山东濮州人，锦衣卫籍，明朝政治人物，官至戶部尚書、探花及第。嘉靖年間官至戶部尚書。

## 生平
弘治十四年（1501年）辛酉科顺天府乡试第六名举人，弘治十五年（1502年）聯捷會試第三十二名，殿試第三名（探花），授翰林院編修。正德年間，因得罪劉瑾而被貶為兵部主事。劉瑾被誅后，升爲左春坊中允，充任经筵讲官，进侍讲学士。此後歷任南京吏部侍郎，丁父忧，继丁母忧，服阕，改禮部侍郎。嘉靖十七年（1538年）升任戶部尚書，兼翰林學士。嘉靖十八年（1539年）因病致仕歸鄉。嘉靖二十四年卒，享年六十四，諡文敏。

## 家族
曾祖李俊；祖父李賢，義官封刑部主事；父李瓚，號杏冈，弘治丙辰进士，刑部員外郎。母趙氏（封安人）。重庆下。
子重恩、孝元。